# Thalmühle (Meisdorf)
Die Thalmühle, früher Mühle zu Meisdorf, war eine wasserbetriebene Mühle im Selketal in Sachsen-Anhalt, am Fuße der Burg Falkenstein. Sie gehört zu Meisdorf, einem Stadtteil der Stadt Falkenstein/Harz.

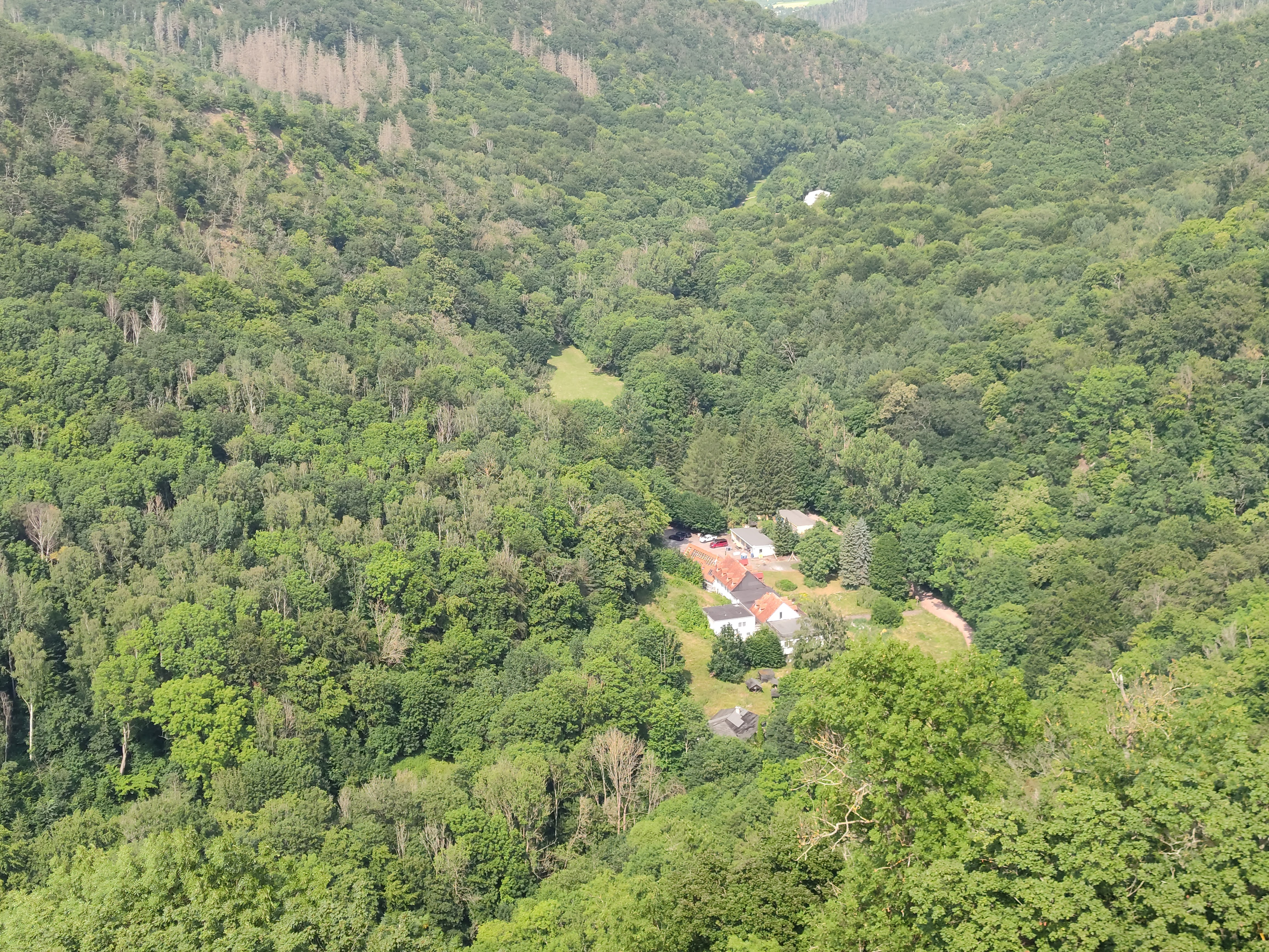
Thalmühle, Blick von Burg Falkenstein, 2021

## Geschichte

### Nutzung als Mahlmühle (1592–1880)
Die Thalmühle wurde im Jahr 1592 als Wassermühle von Augustus I. von der Asseburg errichtet. Sie diente zu Beginn als Mahlmühle. Das Mahlgut wurde mit Hilfe von Eseln auf die Burg Falkenstein gebracht. Der hierfür verwendete Weg ist bei der Harzer Wandernadel als Eselstieg bezeichnet und bis heute als Wanderweg in Benutzung. Hier wurde die Rundenmüllerei angewendet, wobei eine Kutsche von der Thalmühle ausgesandt wurde, welche die verschiedenen Getreidebauern besuchte, um deren zu mahlendes Getreide einzusammeln.
Am 8. und 9. Februar 1880 brannte die Thalmühle aufgrund einer unbekannten Ursache vollständig nieder.

### Nutzung als Sägewerk (1891–1966)
Im Jahr 1891 wurde von Friedrich Vogt das Sägewerk Thalmühle gegründet. Aufgrund der unregelmäßigen Wasserführung der Selke, wurde die Anlage in diesem Jahr mit einer Dampfmaschine ausgerüstet.
Im Jahr 1908 brannte die Thalmühle erneut. Dieses Mal konnten jedoch die Stallungen und das Wohnhaus gerettet werden. Die Thalmühle wurde wieder aufgebaut.
Um 1920 wurde eine zweite Dampfmaschine errichtet.
1922 wurde die Firma Voigt & Co. KG gegründet. Die Thalmühle wird als Zweigwerk geführt.
Im Jahr 1966 wurde der Betrieb des Sägewerkes aufgrund der strategisch schlechten Lage eingestellt.

### Nutzung als Ferienanlage (1968 bis heute)

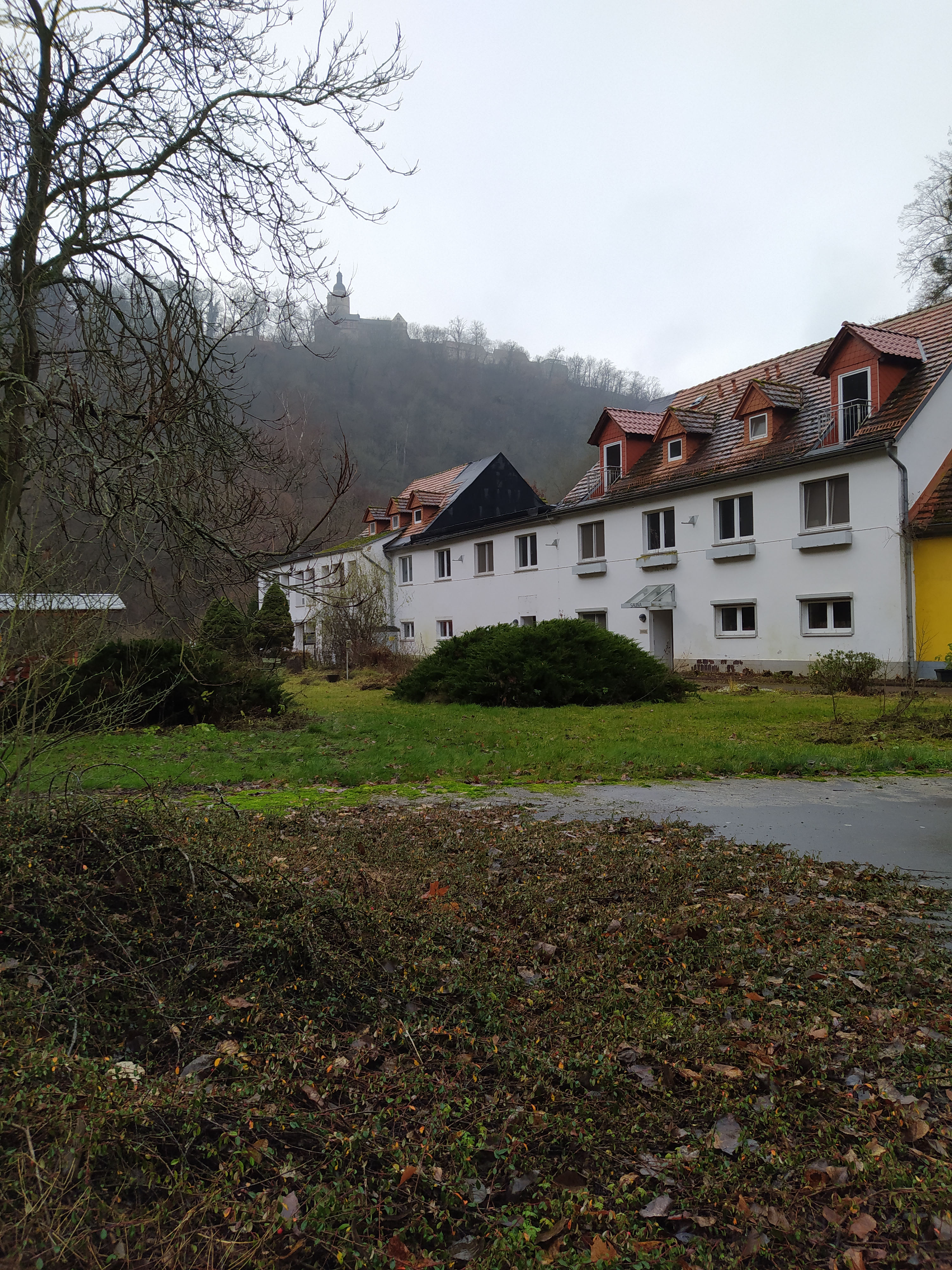
Thalmühle mit entferntem Dachabschnitt nach Brandschaden

Die LPG Badersleben übernahm das Gelände im Jahr 1968 und begann mit dem Umbau der Thalmühle zum Ferienheim. Der Umbau wurde im Jahr 1971 mit dem Abriss des Sägewerks fertiggestellt. Im Rahmen der Umbaumaßnahmen erhielt das Hauptgebäude einen zweistöckigen Anbau mit zwei Sälen und einer Dachterrasse.
Aufgrund der geringen Auslastung wurde das Projekt aufgegeben und 1975 von der SED-Bezirksleitung Halle übernommen. Diese baute einen Anbau an das bestehende Gebäude und errichtete eine Kegelbahn westlich des Hauptgebäudes. Darüber hinaus installierte sie einen Schiffsmotor als Notstromaggregat.
Im Jahr 1994 wurde die Thalmühle vom Jahrhunderthochwasser der Selke beschädigt.
1995 wurde das Familienhotel Thalmühle eröffnet. Dieses bestand bis zu einem Brand im Jahr 2016, bei dem ein Teil des Gebäudes niederbrannte. Die Brandursache war eine Fritteuse in der Küche des Hotels.

## Heutige Nutzung
Nach dem Brand im Jahr 2016 stand die Thalmühle zunächst leer und wurde nicht wieder aufgebaut. Sie wurde im Jahr 2021 verkauft und von den neuen Eigentümern zu einer Ferienanlage mit Ferienwohnungen, Wohnmobilstellplätzen, Kuppelzelten und Veranstaltungsräumen umgebaut. Dabei wurde der abgebrannte Gebäudeteil abgerissen und komplett neu aufgebaut. Auch die bei der Umwandlung in das Familienhotel Thalmühle verbaute Ölheizung wurde durch eine Holzpellet Heizung ersetzt.

## Tourismus
Vor dem Hintergrund der touristischen Erschließung des Selketals und dem Harz als Gesamtheit, erhielt das Projekt eine Förderung durch das Land Sachsen-Anhalt. Auch soll damit die durch die Corona-Pandemie geschwächte Tourismusbranche im Harz erneut angekurbelt werden.
Die Thalmühle bildet den westlichen Abschluss des Stadtteils Meisdorf und bildet, dem Motto des Stadtteils entsprechend, das „Tor zum Selketal“. Sie liegt am Ende einer Anliegerstraße. Sie dient als Ausgangsort für Ausflüge zur Burg Falkenstein, dem Museumshof Meisdorf und einer Durchwanderung des Selketals entlang des Selketalstiegs. Sie liegt in unmittelbarer Nähe zur Straße der Romanik.